# Доминик, Эндрю
Эндрю Доминик (англ. Andrew Dominik; родился 7 октября 1967, Веллингтон, Новая Зеландия) — австралийский кинорежиссёр и сценарист, известный в первую очередь благодаря вестерну «Как трусливый Роберт Форд убил Джесси Джеймса» (2007), криминальному фильму «Ограбление казино» (2012) и псевдобиографической психологической драме «Блондинка» (2022). Номинировался на «Золотого льва» и «Золотую пальмовую ветвь», его картины получили ряд других наград и премий.

## Биография
Эндрю Доминик родился в 1967 году в столице Новой Зеландии Веллингтоне. С двухлетнего возраста он жил в Австралии, в 1988 году окончил Технологический университет Суинберна в Мельбурне. Снимал музыкальные и коммерческие видео в Сиднее. В 2000 году начал кинокарьеру, сняв фильм «Чоппер», который был доброжелательно встречен критиками.
В 2007 году на экраны вышел второй фильм Доминика — снятый в Америке вестерн «Как трусливый Роберт Форд убил Джесси Джеймса» с Брэдом Питтом и Кейси Аффлеком в главных ролях. Эта картина участвовала в основной конкурсной программе Венецианского кинофестиваля, где Питт получил кубок Вольпи за лучшую мужскую роль, была номинирована на «Оскар» за лучшую мужскую роль второго плана (Аффлек) и лучшую операторскую работу (Роджер Дикинс). В 2012 году в основной программе Каннского кинофестиваля участвовала криминальная драма Доминика «Ограбление казино», тоже с Питтом в главной роли. В 2016 году в Венеции был показан документальный фильм Доминика «Ещё раз с чувством», рассказывающий о его друге Нике Кейве, в 2019 году вышел второй сезон сериала «Охотник за разумом», в котором Доминик срежиссировал два эпизода.
Следующим проектом режиссёра стал фильм «Блондинка» (2022), экранизация одноимённого романа Джойс Кэрол Оутс, рассказывающего о Мэрилин Монро. На этот раз отзывы были противоречивыми: всеобщее признание получила игра Аны де Армас, исполнившей главную роль, тогда как откровенное изображение жизни Монро было раскритиковано как эксплуататорское и неэтичное. «Блондинка», номинированная на ряд престижных кинонаград, стала лидером по числу номинаций на «Золотую малину» и была признана «худшим фильмом года».
У Доминика есть один сын. В 2017 году он обручился с актрисой Беллой Хиткот.

## Фильмография
- Чоппер[англ.] (2000)
- Как трусливый Роберт Форд убил Джесси Джеймса (2007)
- Ограбление казино (2012)
- Ещё раз с чувством[англ.] (2016)
- Блондинка (2022)